# Hrabia Monte Christo (film 1954)
Hrabia Monte Christo (ang. The Count of Monte Cristo) –  francusko-włoski film kostiumowy z 1954 roku. Adaptacja powieści Aleksadra Dumasa o takim samym tytule.

## Obsada
- Jean Marais - Edmond Dantès / Hrabia Monte Christo
- Lia Amanda - Mercédès Herrera
- Roger Pigaut - Fernand Mondego
- Cristina Grado - Haydée
- Jacques Castelot - Gérard Noirtier
- Daniel Ivernel - Gaspard Caderousse
- Claude Génia - La Carconte
- Louis Seigner - M. Joannès
- Noël Roquevert - M. Noirtier
- Folco Lulli - Jacopo
- Paolo Stoppa - Bertuccio
- Julien Bertheau - cesarz Napoleon